# アークザラッド 精霊の黄昏
『アークザラッド 精霊の黄昏』（アークザラッド せいれいのたそがれ、Arc The Lad : Twilight of the Spirits）は、キャトルコール（Cattle Call）制作のシミュレーションRPG。アークザラッドシリーズの第5弾となる。2003年3月20日、PlayStation 2専用ソフトとしてソニー・コンピュータエンタテインメントから通常版とプレミアムBOXが発売された。

## 概要
『アークザラッドIII』からおよそ1000年後の世界が舞台。
人間と魔族という対立する二つの種族をめぐる物語で、「正義とは何か」を問い、「相反する二つの世界の共生は可能か？」 という問題をテーマにしている。
従来のシリーズと異なるシステムとして、人間側の主人公カーグ、魔族側の主人公ダークの物語を交互にプレイするザッピング形式を採用している。

## システム

### 特殊能力と精霊石
この作品では人間側のキャラクターは「特技」、魔族側のキャラクターは「魔力」という名称の特殊能力を用いる。この作品の時代では既に、特殊能力を自らの能力によって使う者は絶えており、精霊の力がこもった「精霊石」の力を借りて特殊能力を使用する。この精霊石は、バトルにおいて他のRPGにおけるマジックポイント（MP）の代わりともいえるものであり、決まった数だけ各キャラが持ち運べるアイテム扱いである。使用する特殊能力ごとに決まった数の精霊石を消費し、バトル中に精霊石を使い果たしてしまうと特殊能力は使えなくなる。またアイテム扱いゆえに、休息などによって取り戻すことはできず、他のアイテム同様に自分で補充しなければならない。

### 装備品
武器そのものを新しく手に入れ交換することはできない。その代わりに、武器の強化効果を持つものや防御能力を上げるパーツを武器に最大3つまで付加することができる。武器パーツとは別にアクセサリーも身につけることができる。

## 登場人物

### 人間側
カーグ・メレオル・ニーデリア
声：野島健児
年齢：17歳 / 出身地：ニーデリア / 武器：剣
人間編の主人公。ニーデリア国の首都、ユーベルの町に母親と住んでいる柔らかな物腰の好青年。
旧ニーデリア王家の子息として、敬意と愛情を充分に注がれて成長した。
王国が解体された現在は、町の防衛活動に率先して参加している。
勇気と優しさに富み、子供の頃からリーダーとしての資質を持つが、容易に他人を信じてしまう迂闊な一面もある。
緊張したり不安になると腕の痣を触る癖がある。
精霊については母が幼少時に聞かせてくれたおとぎ話で知っていた。

ポーレット・ヴァン・ロイド
声：雪乃五月
年齢：18歳 / 出身地：ニーデリア / 武器：ワイヤーの付いたナイフ
旧ニーデリア王家の代々護衛してきたグラウス家の一人娘。父はロイド。髪型をポニーテールにして左肩の前にぶら下げている。
幼き頃より、カーグを守るために行動を共にし、互いに認めるほどに上下関係のない仲である。
彼女自身は、カーグに対して幼なじみ以上の感情をもっているようだが、なかなか気に掛けてもらえずむくれる一面もある。
控えめで面倒見が良く、忍耐も強いが、内面では勝気な考えを抱いている部分もある。

ユマルノ・アルル・コ・ドバト・ミルマ（マル）
声：芝原チヤコ
年齢：13歳 / 出身地：？ / 武器：弓矢
たった一人、人里離れた森で狩をして暮らしてきた野生児。
カーグと出会い、友達ができた嬉しさに、強引に仲間になろうとする。
本人曰く、実は某国の王子であるということだが、誰にも信用されない。
ひょうきんで、喜怒哀楽が激しいお調子者。チームのムードメーカーでもある。

ガンツ・ベル・ルービン
声：中田譲治
年齢：26歳 / 出身地：不明 / 武器：斧
頑強ば巨体と戦闘能力の高さで、抜群の戦歴をもつ元傭兵。
「本当に守りたいもの」を探すために戦場を離れる。
口数が少なく無愛想だが、小鳥や自然を愛する温和な面も持つ。
時おり発する一言は、聞くものをドキリとさせたり、考えさせたりする。

タチアナ・モニカ・カーロフ
声：勝生真沙子
年齢：25歳 / 出身地：ディルズバルド / 武器：銃
不遇な少女時代にダッカムによって才能を見出され、英才教育を受けた過去をもつ。
ディルズバルド軍科学チームの配属となり、精霊石の研究に従事した後、特務部隊でダッカムの片腕となって働く。
自分を重用してくれたダッカムへの忠誠心は強く、彼の命令ならば、どんな任務でも非情・冷酷に徹して遺り遂げようとする。

リリア・レギーナ・エルゴ
声：柚木涼香
年齢：17歳 / 出身地：不明
民族楽器オルティナを弾く少女。ある目的から流浪の日々を送る中、カーグと知り合い、互いに大きく影響を与え合うようになる。
どんな過酷な状況に陥っても、希望を捨てない凛々しさと、荒んだ魔族の心さえも癒してしまう優しさを併せ持つ。
彼女の目的は、物語を紐解く中で、徐々に明らかになっていく。

ダッカム・エキド・ナ・バルド
声：石塚運昇
年齢：46歳 / 出身地：ディルズバルド / 武器：剣
独裁軍事国家ディルズバルド皇帝。
「精霊石」を集め、その神秘の力で世界を支配せんと画策している。
各地に侵攻し、残虐行為を繰り返し、世界を恐怖に陥れている。
権謀術策に長け、冷静無比、目的のためには手段を選ばない。
邪悪ながらも、知性を感じさせ、カリスマ的魅力も備えている。

シャムスン
声：立木文彦
年齢：41歳 / 出身地：不明 / 武器：二丁銃
世界を股にかける、神出鬼没の盗賊団び首領。
ダッカムに敵意を燃やし、ディルズバルド軍の妨害なら嬉々として行うが、カーグの協力要請を断って嘘の情報を流すなど、敵か味方かわからない謎の人物。
自信家で女好き、簡単に本性は喋らないが、手下からの人望は厚い。

ナフィア・ユリエル・ニーデリア
声：佐久間レイ
年齢：35歳 / 出身地：ニーデリア
ニーデリア国の元女王であり、カーグの母。
現在の容姿からは想像しにくいが、若い頃は女王としての責任感から、強いリーダーシップを発揮するような気性の激しい一面もあった。
しかし今は、慈悲といたわりの気持ちで民衆を導き、敬愛の情と厚い信頼を寄せられている。
王家出身の気高さと、母親としての深い愛でカーグを一人で育てる。

ヂークベック
声：相沢正輝
年齢：不明 / 出身地：不明 / 武器：銃
いにしえの時代に勇者を護衛した機神団の長と伝えられるロボット。カテナの闘技場で仲間にできる隠れキャラ。
もし、本体が破壊されても、メインユニットが切り離せるよう設計されている。
従って、たとえ戦闘で破壊されたり、老朽化が進んだとしても、新しいボディに換装さえすれば、本来の機能を取り戻せる。
『2』とは異なり、自ら経験値を得てレベルアップすることができ、他キャラに経験値分配することはできない。
『2』『3』の時のことは覚えていないが、ラストバトルでちょこと同時に戦闘に参加させると、闇黒の支配者と再び対峙したことで本来の記憶やアーク、エルクと言ったかつての仲間のことを思い出すイベントが発生する。しかし『2』作中にて神の塔でトッシュに殴られたことが今になって響き、結局は元に戻ってしまう。

### 魔族側
モンスター以上の高い知能と戦闘能力をもつ種族。統治者がいない現状も支配権をかけた争いが後を絶たない。彼らは同じ種族の者にも仲間意識が薄く、自分の実力だけを頼りに殺伐と生きている。弱肉強食の秩序のなかで生きる魔族には、集団生活の印象が薄いが、人間と同じ所で生活を営んでいる。建築や整地、道の整備など多くの技術が生かされた人間の文化に対して、魔族の文化は自然とのバランスを重視した特徴が出ている。
ダーク
声：鈴村健一
年齢：17歳 / 出身地：ドラゴニア / 武器：爪の様な素手→剣
魔族編の主人公。ドゥラゴ族（ドラゴン系魔族）の勇者ウィンドルフの息子。
しかし、現在は老妖女ギドの元で「呪いの首輪」をつけられ、下僕として酷使されている。
争いの絶えない魔族を救うため、武力で魔族を統一する覇王になろうと決意する。
本質的に悪ではないが過酷な生活と陰惨な幼少期を送ったため、優しさや嬉しさを上手に表現できない。
カーグ同様、緊張したり不安になると腕の痣を触る癖がある。

デルマ
声：榎本温子
年齢：16歳 / 出身地：オルコス / 武器：蹴り→爪
オルコ族（鬼系魔族）の少女。ダークに興味を持ち、やがて友となる。
好奇心旺盛で単純、心の赴くままに突っ走る。
荒っぽく、がさつな性格だが、情にもろくおせっかいな所もある。

ヴォルク
声：有本欽隆
年齢：27歳 / 出身地：不明 / 武器：斧
孤独を愛し、自然の中で生きる誇り高いウーファー族（キラードッグ進化系魔族）の戦士。
世界各地を放浪する「群れ」のリーダー格だったが、ある事件をきっかけに、人間に対して深い憎しみを抱くようになる。
卑怯な振る舞いが大嫌いで、正々堂々とした行動を好む。後にダークに従い、その片腕となる。

カトレイトニア・エピデンドラム・ロルフェアナ・セミアルバ（カトレア）
声：一城みゆ希
年齢：200歳 / 出身地：不明 / 武器：吹き矢
ピアンタ族（植物系魔族）の賢者。ディルズバルド軍のタチアナが行った、精霊石分析の実験により、老体化されてしまった。
伝説・伝承に詳しい物知りで情報通だが、臆病で小心、こずるい面もある。
性格は尊大で、気位が高く、常に他の者を見下す態度を取る。

ベベドア
声：Tama
年齢：12（推定年齢） / 出身地：不明 / 武器：ぬいぐるみ
超古代の最強最悪の人形型モンスター。水の神殿に封印されていた。
外見は幼い少女だが、他者を支配・操作する「操り人形」能力（アヤツリ）を持っている。
性格は極めてクール。他者の感情を見ることができるが、本人は感情を持たず、他人の気持ちが理解できない。
ダークの屈折した感情に興味を持ち、仲間になる。

ドグザ
年齢：28歳 / 出身地：不明 / 武器：爪の様な素手
人間に滅ぼされたというニエンテ族最後の生き残り。
一族再興を願い、ドゥラゴ族を率いてダークの持つ大精霊石をつけ狙う。
冷徹な現実主義者で、勝つためには手段を選ばない。
必要とあれば、一族を滅ぼした人間とも手を結ぶと公言してはばからない。

デンシモ
声：置鮎龍太郎
年齢：23歳 / 出身地：オルコス / 武器：素手
獰猛なオルコ族の戦士であり、デルマの兄。
デルマにだけは優しく、彼女に頼まれてしぶしぶダークと行動を共にすることも。
腕自慢の暴れ者で、直情径行な単細胞。目先のことに捕らわれやすい。

ウィンドルフ
声：飛田展男
年齢：24歳（没年齢） / 出身地：ドラゴニア / 武器：不明
かつてのドゥラゴ族の若き族長であり、ダークの父親。
魔族のおきてを破り、人間であるナフィアと愛し合ったため、ドゥラゴ族から追われることになる。
ドゥラゴ族一の勇者であった彼は、敵対する人間との争いを無意味と考えていた。
魔族の未来を案じていた彼の死後、同じ考えをもつものは、もはや居ない。

ギド
声：巴菁子
年齢：99歳 / 出身地：ギドの家 / 武器：鞭
ヒキガエルのような姿の魔族の女。ダークの育て親。
実際はダークを下僕としてこき使っている老婆である。強欲で、意地悪で、姑息など性格は最悪。
おまけに口うるさくて、いつもダークに文句を言っている。

ちょこ
声：吉田小南美
年齢：不明 / 出身地：不明 / 武器：赤い靴
一見するとふつうの少女だが、実は戦闘能力がすば抜けて高い魔族の女の子。ルルムの闘技場で仲間にできる隠れキャラ。
天界の魔王セゼクの娘で、モンスターから進化した他の魔族とは全く出生が異なる。
天真爛漫でいつも元気、素直な性格の持ち主である。
かつての戦いのことも覚えており、ラストバトルでヂークベックと共に戦闘に参加させると、ヂークベックが記憶を取り戻したことを喜ぶ様子が見られる。

### 闇黒の支配者
ザップ
声：飯塚昭三
年齢：不明 / 出身地：不明
自称「希代の探検家」の老人。いにしえの宝を求めて世界を飛び回っており、カーグと度々遭遇しては彼を導く。
しかし実はダッカムを唆して大精霊石を集めさせた張本人であり、更にカーグを導くふりをしてダークと争うように仕向けた全ての黒幕である。
正体は闇黒の支配者「人間王」に憑依された人物であり、人間と魔族の争いによって世界を負の感情で満たし、完全復活を果たすべく暗躍していた。
クライマックスで正体を現し、ダッカムが復活させたロマリア空中城をかつての戦いと同じように三度浮上させる。
人間王 / 闇黒の支配者
声：飯塚昭三
かつて闇の精霊を取り込み、神々に戦いを挑んだ人間の王にして、魔族の起源となったモンスターの創造主。『2』『3』に続いてラストボスとなる。
その邪悪な力で何度も世界を危機に陥れており、七勇者やアーク一行、アレク一行らにその都度封印されてきたが、500年前に精霊が消えたことで力の一部を取り戻し、たまたま居合わせたザップの体に憑依して行動していた。
終盤、リリアと大精霊石の力を利用して聖柩の封印を解き、完全体としての復活を果たし、人間王の呼び名を捨てて再び「闇黒の支配者」を名乗る。
最終決戦では『3』の時に近い姿でリリアを取り込んだ「リリアゲットマン」として現れ、一度はカーグ、ダーク達を闇へと堕とした。
しかしアークとククルに助けられたリリアの導きで、カーグ、ダーク達が希望の光を思い描いたことで闇を払われ、真の姿である巨大な目玉と化して立ちはだかる。
最後は手を取り合ったカーグ、ダーク一行に敗れるも、精霊との契約によって不滅であったために滅ぼすことはできず、更に聖柩も失われたことで封印も不可能だと勝ち誇ったが、五大精霊が全ての精霊の力と共にこの世界から去ったことで力の源であった闇の精霊を失い、為す術もなく完全に消滅した。

## ワールドマップ
ラグナス大陸
人間側の最初の舞台となる自然溢れる大陸。西にニーデリア国があるユーベルが、東にドゥラゴ族が住むドラゴニアがある。
アルド大陸
魔族側の最初の舞台となる大陸。西にカテナ共和国が、東にオルコ族が住むオルコスがある。かつてのアルディアの都市は、完全に朽ち果て、異形の植物に覆われている。
アデネード大陸
リシャルテ国などの人間の国があったが、すべて魔族に滅ぼされ、魔族だけが住む大陸になっている。かつて人間の町だったルルムでは多くの種族が暮らしている。
イピスティア
海に沈んだスメリアが、火霊石の力で隆起したところに作られた工業国家。
クラーフ島
船乗りやピアンタ族の伝承に残されている島。いにしえの時代から姿を変えていないという。数百年前に争いに疲れた人間がやってきたためヘモジーと人間が共生する島になった。
ハルシーヌ大陸
世界で一番広い大陸。マルゴー山脈で東西に分断されている。魔族よりも人間の勢力が強い。
東側はグレイシーヌやジハータと呼ばれていたエリアで、引き続きラマダ寺やペイサスが登場する。南東にはイピスティアと同様に国土が隆起したミルマーナがある。
西側は砂漠化が進行しているエリアでディルズバルド帝国がある。対空砲火があり、空からの侵入しても撃ち落されてしまう。南西には難民魔族が暮らすバルバトスがある。

## 挿入歌・エンディングテーマ
- 星の記憶（英詞版有）
  - 歌：河井英里
  - 作詞：豊島ちか
  - 作曲・編曲：ハラダタカシ
  - オンド・マルトノ：ハラダタカシ
  - ヴァイオリン：岩田幸、笹部裕子
  - ヴィオラ：水野基子
  - チェロ：星野由美
  - ピアノ：松本圭司

## 書籍
- 攻略本
  - アークザラッド精霊の黄昏 ザ・コンプリートガイド（メディアワークス）
  - アークザラッド精霊の黄昏—PlayStation 2版（集英社）
  - Arc the Lad: Twilight of the Spirits Official Strategy Guide（Brady）
- 設定資料集
  - 背景画集 草薙（光村推古書院）

## CD
- アークザラッド 精霊の黄昏 オリジナルゲームサウンドトラック（ソニー・ミュージックエンタテインメント）
- アークザラッド ジェネレーション オリジナルサウンドトラック（キングレコード）
  - ジェネレーションの楽曲に加え、未収録だった楽曲も収録。